# Comtat de Vendôme
El comtat de Vendôme fou una jurisdicció feudal de França al pagus Vindocinensis a l'antic país dels carnuts. El comtat estava format per les castellanies de Lavardin, de Montoire - el senyor va esdevenir comte de Vendôme el 1218 - de Trôo i de Mondoubleau (incorporada al comtat el 1406). La senyoria de Beaugency era un alou que va passar als comtes de Blois. El vescomtat de Vendôme era un feu dins del comtat. Des de 1256 depenia del comtat d'Anjou.
El comtat fou concedit pels robertins a una família dels seus fidels, els bucàrdides. No obstant el comtat de Vendôme era vassall del bisbe de Chartres. En els anys que van seguir la mort d'Hug el Gran i la minoria del futur Hug Capet van veure l'increment de poder dels poderosos veïns, els comtes d'Anjou i de Blois. El comte de Blois s'havia apoderat de Châteaudun i de Chartres i amenaçava Vendôme, el comte del qual, Bucard el Venerable, es va aliar al comte d'Anjou. A la meitat del segle xi, les malifetes de Folc el Petit Anec, comte de Vendôme van permetre a Jofré II Martell (1040-1060) l'ocupació del comtat que va durar fins a 1056 i va implicar el reconeixement de la sobirania feudal d'Anjou. En els següents anys es van produir constants lluites a l'interior amb l'abadia de la Trinitat i a l'exterior contra els senyors d'Amboise pel control de Mondoubleau.
Enric II Plantagenet, comte d'Anjou i duc de Normandia per herència, es va casar el 1152 amb Eleonor d'Aquitània, que li va aportar aquest ducat amb el Poitou. El 1154 va esdevenir rei d'Anglaterra i aviat va esclatar la lluita contra França. El comtat de Vendôme fou vassall d'Anglaterra però era el territori més proper a París. Vendôme fou assetjada diverses vegades. Vençuts els anglesos, el 1218 Joan III va fer homenatge al rei de França. Quan el rei francès va donar en assignació l'Anjou a un dels seus fills, els comtes de Vendôme li faran homenatge. Van participar en les seves expedicions a Nàpols, Sicília, i a la Croada a Egipte i a Tunis.
La casa de Montoire es va extingir el 1372 i el comtat va passar als Borbons, prínceps de la sang. La baronia de Mondobleau fou definitivament incorporada al comtat el 1484 i aquest darrer fou erigit en ducat pairia el 1514. El 1562 Enric de Borbó va esdevenir duc de Vendôme; era protestant enfront d'un ducat fortament catòlic i va haver d'acceptar el tancament del temple protestant i la nominació d'un governador catòlic; va veure com la vila de Vendôme s'acostava més i més a la Lliga. El 1589 és el duc es va convertir en rei Enric IV de França i va haver de conquerir el ducat; diversos castells com Vendôme i Lavardin foren destruïts. El 1598 el ducat fou donat en assignació i va retornar a la corona el 1712 de fet per confiscació. Fou donat altre cop en assignació del 1772 al 1789. Després de la revolució fou inclòs al departament de Loir-et-Cher.

Comtes de Vendôme

## Llista de comtes i ducs
Bucàrdides

Borbó Vendôme

bastards de Vendôme

- vers 930 - 956/967: Bucard Ratepilate
- 956..967 - 1005: Bucard el Venerable, comte de Vendôme; nomenat per Hug Capet comte de Paris; per matrimoni fou comte de Corbeil i castellà de Melun; fou també procurador de l'abadia de Saint-Maur-des-Fossés.

Casat amb Elisabet, vídua del comte Aimó de Corbeil
- 1005 - 1017: Renald, canceller (988), bisbe de Parí (991) (+ vers 1017), fill

Casa de Nevers
- 1017 - 1023: Bodó, comte de Vendôme († 1023).

Casat amb Adela de Vendôme-Anjou, filla de Folc III Nerra, comte d'Anjou i d'Elisabet de Vendôme (filla de Bucard el Venerable i d'Elisabet de Melun).
- 1023 - 1028: Bucard el Calb, comte de Vendôme († 1028), fill.
  - 1023 - 1027: tutela del seu avi Folc Nerra, comte d'Anjou
  - 1028 - 1032: Adele de Vendôme-Anjou, mare de Burcard II, regent
- 1028 - 1032: Folc el Petit Anec, comte de Vendôme († 1066), germà

Casa d'Anjou
- 1032 - 1056: Jofré II Martell, comte d'Anjou i de Vendôme

Casa de Nevers
- 1056 - 1066: Folc el Petit Ànec, comte de Vendôme († 1066), segona vegada
- 1066 - 1085: Bucard el Jove, comte de Vendôme, fill
  - 1066 - 1075: tutela de son cosí Guiu de Nevers, senyors de Nouastre

Casa de Preuilly
- 1085 - 1102: Jofre II Jordà († vers 1102), senyor de Preuilly, per matrimoni fou comte de Vendôme (1086-1101) al casar amb Eufrosina, filla de Folc el Petit Anec
- 1102 - 1137: Jofré Grisegonnelle, comte de Vendôme († 1137), fill
  - 1102 - 1105: tutela de sa mare Eufrosina de Vendôme
- 1137 - 1180: Joan I, comte de Vendôme (1110 † 1180), fill
- 1180 - 1202: Bucard IV, comte de Vendôme (1139 † 1202), fill
- 1202 - 1211: Joan II, comte de Vendôme († 1211), net 
  - 1202 - 1211: tutela de son besoncle Jofré de Vendôme, fill de Joan I
- 1211 - 1217: Joan III l'Eclesiàstic, comte de Vendôme († 1217), fill de Bucard IV

Casa de Montoire
- 1217 - 1230: Joan IV de Vendôme, senyor de Montoire, comte de Vendôme, net de Bucard IV per sa mare.
- 1230 - 1249: Pere de Vendôme, comte de Vendôme (1200 † 1249), fill
- 1249 - 1270: Bucard V de Vendôme, comte de Vendôme († 1270), fill
- 1271 - 1315: Joan V de Vendôme, comte de Vendôme i senyor de Castres († 1315), fill
- 1315 - 1354: Bucard VI de Vendôme, comte de Vendôme i senyor de Castres († 1354), fill
- 1354 - 1364: Joan VI de Vendôme, comte de Vendôme i de Castres († 1364), fill
- 1364 - 1371: Bucard VII de Vendôme, comte de Vendôme i de Castres († 1371), fill
- 1371 - 1372: Joana de Vendôme, comtessa de Vendôme i de Castres († 1372), fill 
  - 1371 - 1372: tutela de la seva àvia Joana de Ponthieu, vídua de Joan VI.
- 1372 - 1403: Caterina de Vendôme, comtessa de Vendôme i de Castres († 1411), filla de Joan VI, casada amb Joan VII de Borbó

Casa de Borbó
- 1372 - 1393: Joan VII de Borbó, comte de Vendôme († 1393), casat amb Caterina de Vendôme
- 1403 - 1446: Lluís I de Borbó-Vendôme (1376 † 1446), fill
  - 1424 - 1430: Robert de Willughby, investit per duc de Bedford
- 1446 - 1477: Joan VIII de Borbó-Vendôme († 1477), fill
- 1477 - 1495: Francesc de Borbó-Vendôme (1470 † 1495), fill
  - 1477 - 1484: tutela de son cunyat Lluís de Joyeuse, marit de Joana de Vendôme.
- 1495 - 1537: Carles de Borbó (1489 † 1537), fill 
El 1514, el comtat de Vendôme és erigit en ducat-pairia. El 1527, Carles de Borbó va heretar el títol de duc de Borbó.
  - 1495 - 1547: Govern exercit per Maria de Luxemburg (+ 1547), vídua de Francesc de Borbó i usufructuària dels seus béns.
- 1537 - 1562: Antoni de Borbó (1518 -1562), rei de Navarra per la seva muller Joana d'Albret
- 1562 - 1589 :Enric IV de França (1533 † 1610), rei de França (1589-1610)
  - El 1589 aporta el ducat als dominis reials.

Ducs per assignació
- 1598 - 1665: Cèsar de Vendôme (1594 † 1665), fill legítim d'Enric IV i de Gabrielle d'Estrées
- 1665 - 1669: Lluís II de Vendôme (1612 † 1669), fill, casat amb Laura Mancini
- 1669 - 1712: Lluís III Josep de Vendôme (1654 † 1712), fill
- 1712 - 1727: Felip de Vendôme (1655 † 1725), germà
  - Des de 1712, Lluís XIV de França va annexar el Vendômois als dominis de la corona sota pretext que Felip de Vendôme, sent cavaller de l'Orde de Malta, no tenia dret a tenir cap possessió.
- 1771 - 1789: concedit a Lluís comte de Provença, futur Lluís XVIII

Títol de cortesia
- Manel d'Orleans (1872 -1931)
- Joan d'Orleans (des de 1965)